# Antifuchs

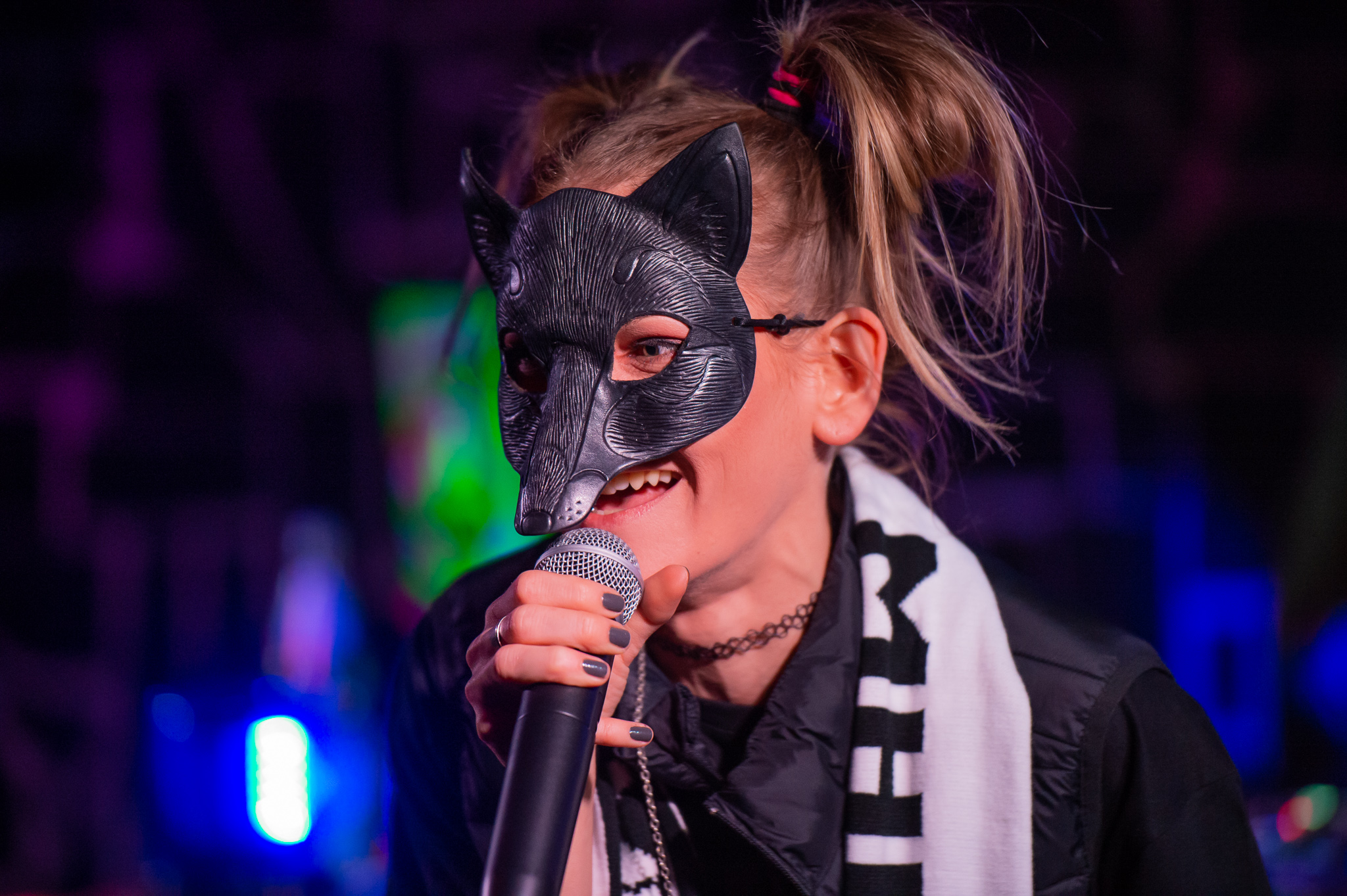
Antifuchs (2019)

Antifuchs, ehemals Mia Fox, bürgerlich Emilia Reichert (* 23. Juli 1989 in der Kasachischen SSR, Sowjetunion), ist eine deutsche Rapperin. Sie steht bei den Plattenlabels Warner Music, Wolfpack Entertainment und distri unter Vertrag. Ihr Markenzeichen ist eine schwarze Fuchsmaske, hinter der sie ihr Gesicht verbirgt.

## Leben und Karriere
Emilia Reichert wurde in der Kasachischen SSR, UdSSR geboren. Sie kam als Kind mit ihren Eltern nach Deutschland und wuchs in Flensburg zweisprachig – deutsch und russisch – auf.
Sie nahm 2013 an einem Battlerap-Turnier im Internet teil und erlangte dadurch erste Aufmerksamkeit auf YouTube. Im folgenden Jahr war sie auf dem Sampler Echolot des Independent-Labels Versunkene Fabrik Music an sechs Liedern beteiligt. Im Jahr 2015 veröffentlichte sie als Antifuchs ihre Debüt-EP Willkommen im Fuxxxbau zum kostenlosen Download. Nachdem sie von den Labels Wolfpack Entertainment und distri unter Vertrag genommen worden war, erschien Ende März 2018 schließlich ihr erstes Studioalbum Stola, auf dem u. a. der Rapper Lakmann One mit einem Gastbeitrag vertreten ist. Ihr zweites Album Love, Weed & Mittelfinger erschien im November 2019. Mit der EP Zurück im Fuxxxbau, die im Januar 2021 veröffentlicht wurde, erreichte sie erstmals die deutschen Charts auf Platz 54. Am 20. Oktober 2023 erschien ihr drittes Studioalbum Feminem, das Rang 30 der deutschen Charts belegte und bei den Hiphop.de Awards 2023 eine Nominierung als Bestes Album National erhielt.

## Diskografie

### Alben
- 2018: Stola (Wolfpack Entertainment)
- 2019: Love, Weed & Mittelfinger (Wolfpack Entertainment)
- 2023: Feminem (Wolfpack Entertainment)

### EPs
- 2015: Willkommen im Fuxxxbau (Eigenveröffentlichung)
- 2021: Zurück im Fuxxxbau (Wolfpack Entertainment)
- 2024: Detox (Wolfpack Entertainment)

### Singles
- 2016: Ein ganz normaler Tag
- 2017: Leisefuchs
- 2017: 5000
- 2018: JKIAWN
- 2018: Hombre
- 2018: Beef
- 2018: Anti Army
- 2018: Baklava & Bitches
- 2019: IWNWIW
- 2019: Still
- 2019: Kush
- 2019: Anti für immer (feat. Quame65)
- 2019: Kräuter, Knobi, Feta
- 2019: Family Business (feat. $hakal)
- 2019: Fressflash
- 2019: Pisdez (feat. Nullzweizwei)
- 2020: Schutzschild
- 2020: Ich find euch scheiße!
- 2020: Geld für bisschen Ott
- 2021: 1 Joint
- 2023: Feminem
- 2023: 1999
- 2023: Randale & Heckmeck (feat. Disarstar)
- 2023: Waldweg
- 2023: Goldkröten (feat. Swiss)
- 2023: Kinderspielplatz (feat. Taha)
- 2024: Detox (feat. Crystal F)
- 2025: Ich hasse Menschen

### Gastbeiträge
- 2014: Diverse auf Echolot von Versunkene Fabrik Music
- 2016: So geil wie du aussiehst (auf Drahtlos vernetzt von Devize)
- 2018: Pissbecken (auf Panzerfreunde von Ruffiction)
- 2019: Hartgeld im Club (auf Hartgeld im Club von Callejon)
- 2019: Paranoia (Frizzo feat. Antifuchs)
- 2019: Geschäft (auf 65Nightmares 3 von Quame65)
- 2019: Fliegender Fuchs (auf Weedman Returns von King Keil)
- 2019: Freaks (auf Porno Mafia – Kings of Bass von Frauenarzt und Orgasmus)
- 2020: BassSoldat (Giana Brotherz feat. Antifuchs)
- 2022: Die Stimme der Kaputten (Bluthund x Antifuchs)
- 2025: Alexa Alexa Antifascista (Kafvka, Antifuchs, KING KVNG)